# عزبة جلال
قرية عزبة جلال هي إحدى القرى التابعة لمركز ملوى بمحافظة المنيا في جمهورية مصر العربية. حسب إحصاءات سنة 2006، بلغ إجمالي السكان في عزبة جلال 7025 نسمة، منهم 3498 رجلا و3527 امرأة.